# Malgassesia rufescens
Malgassesia rufescens is een vlinder uit de familie wespvlinders (Sesiidae), onderfamilie Sesiinae.
Malgassesia rufescens is voor het eerst wetenschappelijk beschreven door Le Cerf in 1922. De soort komt voor in het Afrotropisch gebied.